# Aquaman (televíziós sorozat)
Az Aquaman, forgalomba hozatala előtti címén Mercy Reef, egy tervezett, de végül meghiúsult amerikai televíziós sorozat, illetve annak leforgatott pilot epizódja. A sorozat a DC Comics azonos nevű képregényszereplőjének a kalandjait dolgozta volna fel. Aquaman történeteinek televíziós adaptációjának ötlete a The WB Television Network Smallville című sorozatának alkotóitól, Al Gough-tól és Miles Millartől származott. A pilot forgatókönyvének írói Gough és Miller, rendezője Greg Beeman. A tervezett sorozat pilot epizódjában Justin Hartley játssza a címszereplőt, Arthur „A.C.” Curryt, egy különleges képességekkel rendelkező fiatalembert, aki Tempest Keys tengerpartján él. A.C. élete gyökeresen megváltozik, amikor tudomást szerez emberfeletti adottságai eredetéről, hercegi örökségéről és sorsáról, amely Atlantisz elveszett városához köti.
Az Aquaman pilot epizódját az előzetes tervek szerint 2006 őszén sugározták volna, de a WB és a UPN összeolvadásával megalakult CW Network úgy döntött, hogy nem vásárolja meg a sorozatot. Miután a CW elvetette a sorozat ötletét, a leforgatott pilotot az iTunes rendszerén keresztül tették elérhetővé az Egyesült Államok területén, ahol a legtöbbet letöltött televíziós műsor lett. Az epizód általánosan kedvező kritikákat kapott és később más online árusító helyeken is elérhetővé vált, valamint a kanadai YTV is műsorára tűzte.

## Az epizód háttere

### A sorozat ötletének megszületése
Az önálló Aquaman-sorozat gondolata a Smallville ötödik évadának Aqua című epizódjából származott, melyben Arthur Curry (Alan Ritchson) azért érkezik Smallville városába, hogy ott véget vessen a LuthorCrop által végzett vízalatti fegyverkísérletnek. Az Aqua az évad legnézettebb epizódja volt, de az alkotói egyáltalán nem a készülő Aquaman-sorozat „mintadarabjának” szánták azt. Ennek ellenére az Aqua gyártási folyamata közben felmerült a gondolat, hogy a szereplőben önmagában is elég lehetőség rejlik egy önálló sorozathoz. Miles Millar és Alfred Gough, a Smallville megalkotói fontolóra vették egy külön sorozat létrehozását Lois Lane főszereplésével is, de mégis jobban hajlottak Aquaman felé. Millar később úgy nyilatkozott, hogy az Aquaman volt az első ötlet, amiről valóban azt gondolták, hogy azzal egy olyan franchise-t tudnak létrehozni, ami még a századik epizódot is megérheti.
Alan Ritchson szereplése komolyan fel sem merült az új sorozat tervében, mivel Gough és Millar nem a Smallville spin-offjaként gondoltak az ötletre. 2005 novemberében Gough úgy nyilatkozott, hogy „a sorozat az Aquman-legenda egy másfajta feldolgozása lesz.” Gough ezzel együtt azonban a két sorozat közötti lehetséges crossoverek gondolatától sem zárkózott el. Kezdetben az is kérdéses volt, hogy az új sorozat az Aquaman címet kapja-e? A szóbeszédek szerint a sorozat gyártási neve Tempest Keys és Mercy Reef volt. A pilot epizód rendezőjének Greg Beemant kérték fel, aki a Smallville több epizódjának elkészítésében producerként és rendezőként is közreműködött.

### A szereplőválogatás
A sorozat állandó szerepeire vonatkozó meghallgatásokat 2005 novemberében hirdették meg, bár ebben a kezdeti időszakban Gough és Millar még nem volt  biztos abban, hogy mely állandó szerepek kísérik végig a sorozatot.
Arthur Curry szerepét eredetileg Will Toale kapta, miután Gough és Millar több mint 400 jelentkezőt nézett meg Angliából, Ausztráliából, Kanadából és az Egyesült Államokból. A forgatás megkezdése előtt Toale-t Justin Hartely váltotta le a sorozat főszerepében. „Úgy döntöttünk, hogy egy másik irányba szeretnénk haladni Aquaman karakterével. Toale-nak a legjobbakat kívánjuk további munkáihoz és törekvéseihez.” – nyilatkozta a CW szóvivője. A fiatal Arthur Curry szerepére Graham Bentz-t, a Nadia nevű szirénére pedig Adrianne Palickit választották ki, a sorozat állandó szereplői Ving Rhames, Amber McDonald, Denise Quiñones, Rick Peters és Lou Diamond Phillips lettek.
A kiválasztott színészek közül négyen már korábban is feltűntek a Smallville egyes epizódjaiban. Denise Quiñones játszotta Andrea Rojas-t az ötödik évad Bosszú (Vengeance), Adrianne Palicki pedig Lindsey Harrisont, Karát a harmadik évad Szövetség (Covenant) című epizódjában. Rick Peters az első évad Kézfogás (Hug) című epizódjában Bob Rickmant játszotta. Kenny Johnson, aki futólag tűnt fel a pilot epizód elején, vendégszereplőként játszott a Smallville ötödik évad Halandó (Mortal) című epizódjában.
Mikor a CW úgy döntött, mégsem veszi meg a sorozatot, Gough és Millar elhatározták, hogy Harley-nak adják Oliver Queen, a Smallville hatodik évadjának egyik visszatérő szerepét, aki így összesen hét epizódban tűnt fel az évad során. Amber McDonald a Fantom Zóna egyik szökevényének, Gloriának a szerepében volt látható a Smallville hatodik évadjának Sorvadás (Whither) című epizódjában. Alan Ritchson az Aqua című epizódban való szereplése után a hatodik évadban ismét Arthur Curry szerepében tért vissza az Igazság (Justice) című részben.

### Forgatás

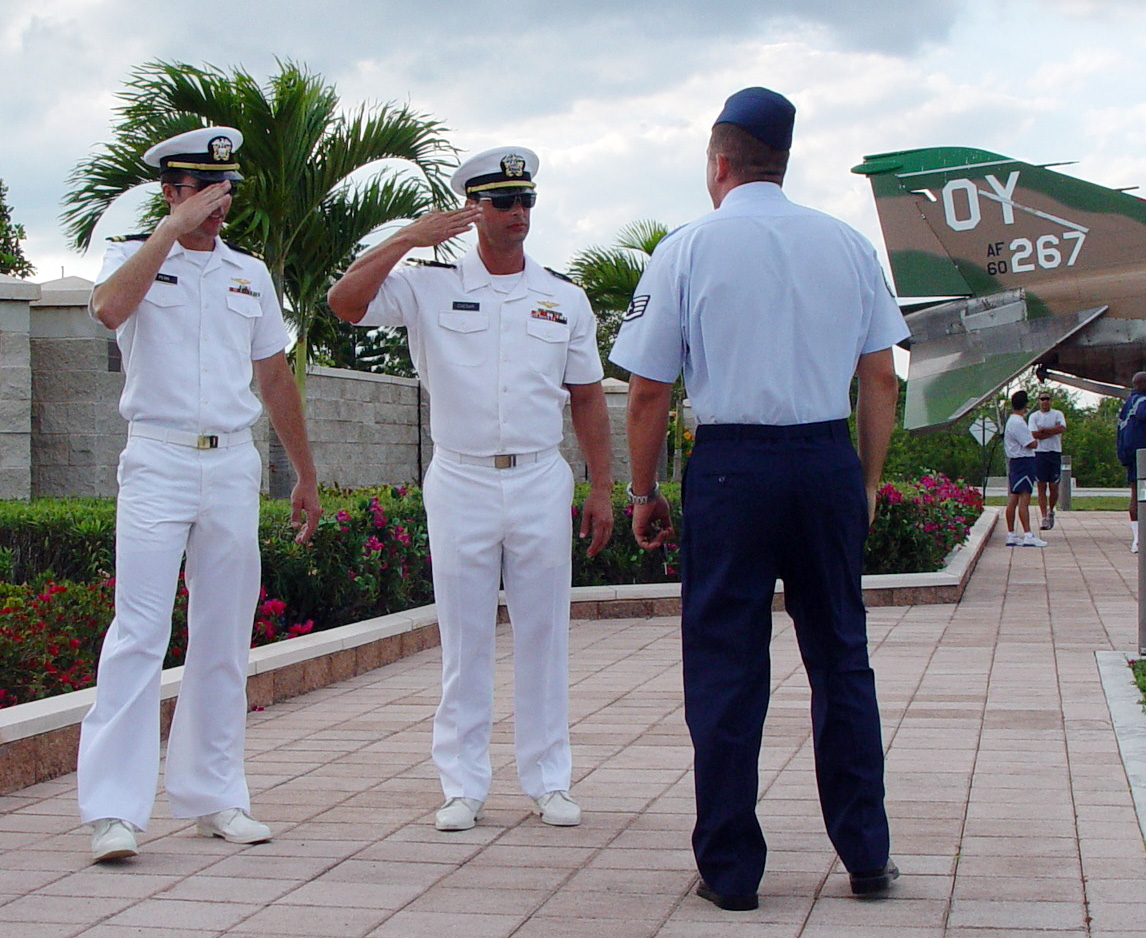
Leo Castellano őrmester eligazítást tart két színésznek a Homestead Tartalékos Légibázison

A pilot forgatását 2006 márciusában kezdték meg a Greenwich Studios-ban befejezett előgyártási munkálatokat követően, nagyjából 7 millió dolláros költségvetéssel. A fő helyszín az Észak-Miamiban található Greenwich Studios volt, egyes külső jeleneteket pedig Coconut Grove-ban, valamint a floridai Homestead Tartalékos Légibázison vettek fel, ahol a 482. Vadászrepülő-ezred önkéntes tagjai statisztaként vettek részt a forgatáson. A légibázison a stáb csupán egyetlen napig, március 27-én forgatott, mely során a sorozat kitalált, Tempest Key Kiképzőbázisán játszódó jeleneteket rögzítették. Biztonsági okok miatt a stáb hajnali öt órai megérkezésétől egészen este nyolc órai távozásáig csak katonai felügyelet alatt dolgozhatott. A forgatás során a bázis több F–16-os vadászrepülőgépe mint háttérelem a stáb rendelkezésére állt. Néhány színésznek Leo Castellano őrmester tartott rövid eligazítást, például a tisztelgés megfelelő formájáról.
A pilot egy jelentős részét víz alatt forgatták, medencékben és a nyílt óceánon. Eközben Hartley biztonságára képzett búvárok ügyeltek. Az epizód felvételei során ezek a jelenetek voltak a legmegterhelőbbek a színész számára, de saját bevallása szerint az élmény, különösen a delfinekkel való közös úszás kárpótolták mindenért. Hartley a forgatások megkezdése előtt még soha nem búvárkodott, de magát jó úszónak tartotta. Az epizód különleges hatásaiért és látványelemeiért a Smallville-en is dolgozó Entity FX volt a felelős. Az epizód zenéjét Didier Rachou szerezte, akinek csupán négy és fél napja volt a negyven perces zeneanyag összeállítására.
Az előzetes tervek szerint, amennyiben a televíziós hálózat megvásárolta volna a sorozatot, a forgatásokat 2006 júniusában folytathatta volna a stáb.

## Szereplők
Justin Hartley játssza Arthur „A.C.” Curry-t, az epizód főszereplőjét. Az eredetileg képregényszereplő Aquamant Mort Weisinger író és Paul Norris rajzoló alkották meg 1941-ben. Gough és Millar által televízióra alkalmazott változatban A.C. egy búvárboltot vezet; tudatában van különleges képességeinek, de azokat általában szórakozásra és öncélúan használja. Ez a magatartása azután változik meg, hogy tudomást szerez atlantiszi származásáról, hercegi címéről és az azzal járó felelősségről.
Hartely magyarázata szerint A.C. már a sorozat kezdetén  tudatában van képességeinek, és egyáltalán nem okoz számára lelkifurdalást, hogy azokat öncélúan használja. Hartley úgy érezte, hogy ez ellentétben van a tipikus szuperhősökről kialakult általános képpel, mivel az általa létrehozott szereplőtől az sem lett volna idegen, hogy az erejével kérkedjen. Gough nyilatkozata szerint A.C. képes emberfeletti gyorsasággal úszni, lélegezni a víz alatt, valamint – ha víz éri – a szárazföldön is emberfeletti testi erőre teszt szert. A pilot epizódban A.C. olyan gyorsan tudott úszni, hogy képes volt tartani a tempót egy vadászrepülőgéppel. Az epizód nem részletezte a főhős képességeinek korlátait, de a pilot első jeleneteiben majdnem a tengerfenékig merülve úszott. A pilot egyik jelenetben A.C. arról beszél, hogy úgy érezte mintha a delfinek szólították volna őt. A képregénysorozatban Aquaman egyik különleges adottsága, hogy bármely tengeri életformával képes kommunikálni. A szereplő gyenge pontja, hogy ha nem éri víz huzamosabb ideig, akkor kiszárad és legyengül. Gough ezt a kriptonithoz, a Smallville főhősének, Clark Kentnek a gyenge pontjához hasonlította. Mivel a víz az erejét a szárazföldön is megnöveli, ez lehetőséget nyújtott volna az alkotóknak arra, hogy ne csak vízközeli történeteket mutathassanak be.
Lou Diamond Phillips játssza Tom Curry-t, a Partiőrség egyik tisztjét. Még újonc korában ő mentette ki A.C.-t, annak édesanyját, Atlannát és McCafferyt a tengerből. Később beleszeretett Atlannába, akit feleségül vett, annak fiát pedig sajátjaként nevelte. A.C. és nevelőapja között nem felhőtlen a kapcsolat, aminek egyik oka A.C. felelőtlen viselkedése. Az eredetileg képregényszereplő Tom Curryt Robert Bernstein író és Ramona Fradon rajzoló alkotta meg 1959-ben, Aquaman háttértörténetének felújításakor. A képregényekben szereplő Tom Curry egy világítótorony őre és Aquaman vér szerinti apja.
Daniella Wolters játssza Atlannát, A.C. édesanyját. A nőnek férjéhez, Atlantisz uralkodójához való hűsége miatt egy lázadás után menekülnie kellett otthonából. Atlannát Tom Curry mentette ki a tengerből, akihez később feleségül is ment. A nő valamivel ezután fiával lezuhant a Bermuda-háromszögben, ahol egy szirén támadását követően eltűnt. A.C.-t a pilot cselekményének kezdetéig anyja rejtélyes eltűnésének emléke nyomasztja, mely nevelőapjával való kapcsolatára is árnyékot vet. Az eredetileg képregényszereplő Atlanna Tom Curry-vel együtt szerepelt először az Adventure Comics 260. számában.
Amber McDonald játssza Evát, A.C. közeli barátját és üzlettársát, akivel együtt vezetnek egy búvárboltot Tempest Keys-ben.
Ving Rhames játssza McCaffery-t, a világítótorony őrét és A.C. mentorát. McCaffery szintén Atlantisz egyik száműzöttje.
Denise Quiñones játssza Rachel Torres hadnagyot, akit A.C. az óceánból ment ki, miután annak vadászrepülőgépe a vízbe csapódik. A balesete után Brigman ügynök felkéri, hogy segítse a nyomozását azok a személyek után, akik évtizedekkel azelőtt eltűntek a Bermuda-háromszögben, de az utóbbi években kezdtek ismét előkerülni. Az epizód végén Brigman az eltűnt személyek aktáit tanulmányozza, és az egyik fotón egy Torres hadnagyra hasonlító nőt fedez fel.
Rick Peters játssza Brigman ügynököt, aki azok után a személyek után kutat, akiknek negyven évvel azelőtt a Bermuda-háromszögben veszett nyoma, de az utóbbi években újra felbukkannak Mercy Reef területén. Brigman felkéri Rachel Torres hadnagyot is, hogy csatlakozzon a nyomozáshoz.
Adrianne Palicki játssza Nadiát, egy szirént, az epizód negatív szereplőjét és Atlanna gyilkosát. Nadia A.C.-t is megpróbálja visszajuttatni Atlantiszba, ahol ki akarják végezni a fiatalembert. Nadia igen hasonló képességekkel és tulajdonságokkal rendelkezik mint, a DC Comics Szirén nevű szereplője, akit Devin Grayson író és Mark Buckingham rajzoló alkottak meg 1999-ben. Ez a szereplő azonban nem kapcsolódik az Aquaman-történetekhez.

## Az epizód cselekménye
A.C. (Graham Bentz) és édesanyja, Atlanna (Daniella Wolters) a Bermuda-háromszög felett repülnek egy kisgépen. Atlanna nyaklánca hirtelen fényleni kezd, majd egy hatalmas fénycsóva tör ki az óceánból, melynek hatására forgószelek támadnak. A gép a viharban lezuhan és kisvártatva egy lény kezd körözni körülötte. Atlanna emberfeletti erővel kiszabadítja A.C.-t (akit ekkor Orinnak szólít) a beragadt biztonsági öv fogságából és átadja neki a nyakláncát. Feltépi a gép ajtaját, majd kilöki a süllyedő gépből a fiút, miközben az ismeretlen lény rátámad. Az eszméletlen fiút nem sokkal később egy csapat bálna hozza felszínre.
Tíz évvel később A.C.-t (Justin Hartley) – aki a vízben emberfeletti képességekkel rendelkezik – letartóztatják, amiért delfineket engedett szabadon a víziparkból. Nevelőapjának, Tom Curry-nek (Lou Diamond Phillips) sikerül elsimítani az ügyet, majd kioktatja a fiát, hogy tanuljon meg felelősséget vállalni a tetteiért. Később, mikor A.C. üzlettársával és barátjával, Evával (Amber McDonald) beszélget, elárulja neki, hogy azért szabadította ki a delfineket, mert úgy érezte, mintha szólították volna őt. Miközben dolgozik, megkeresi őt a világítótorony őre, aki McCaffery (Ving Rhames) néven mutatkozik be és aki látszólag sokat tud A.C. múltjáról és anyjáról.
Eközben a Partiőrség egy ismeretlen férfit ment ki az óceánból a Bermuda-háromszög közelében, aki csak azt ismételgeti, hogy figyelmeztetnie kell Orint. A helyi légibázis Torres hadnagyot (Denise Quiñones) küldi ki, hogy ellenőrizze a területet. A.C. szintén a háromszög környékén van, ahol nyaklánca, ugyanúgy mint régen, ismét előhívja a vízből feltörő fénycsóvát, és emiatt Torres vadászgépe lezuhan. A.C. kimenti a nőt a vízből és kórházba viszi. A kórházban A.C. találkozik a Partiőrség által kimentett férfival, aki szintén Orinnak szólítja őt, és figyelmezteti, hogy a nyomában vannak. Mielőtt többet mondhatna a férfit egy FBI-ügynök (Rick Peters) átszállíttatja őt egy másik létesítménybe, ahol kiderül róla, hogy egy 1945-ben eltűnt vadászpilóta.
Egy esti partin A.C. megismerkedik Nadiával (Adrianne Palicki), aki ráveszi őt, hogy menjenek úszni. A vízben a nő veszélyes lénnyé alakul át és megtámadja A.C.-t, akit McCaffery ment meg, megsebesítve a lányt egy szigonypuskával. A világítótorony őre elmondja a fiatalembernek, hogy egy szirén támadt rá, hogy ő – akárcsak A.C. és édesanyja – Atlantisz száműzöttje és A.C. Atlantisz hercege. A.C. elmondja a McCaffery által mesélt történetet Evának, aki azonban nem akar hinni neki. Ennek ellenére figyelmezteti a lányt, hogy hagyja el a várost, amíg ő a végére jár a dolognak. Nem sokkal eztán Nadia megöli a vízből kimentett férfit. Torres hadnagyot felkeresi egy FBI-ügynök, aki felkéri, hogy csatlakozzon a nyomozásához, melyben azok után kutat, akik egykor eltűntek a Bermuda-háromszögben, de most ismét előbukkantak.
Nadia megtámadja A.C.-t, akit könnyedén leterít, Evát súlyosan megsebesíti és McCafferyt is elfogja. Miközben megpróbálja visszavinni őket Atlantiszba, ahol ki akarják végezni őket, A.C.-nek sikerül kiszabadulnia és elpusztítania a szirént. A kaland után A.C. beleegyezik, hogy McCaffery tanítsa őt; a férfi Shakespeare VI. Henrikjének első és második részét adja neki a kiképzés első leckéjeként.

## Ötletek és elképzelések a folytatásról
A további történetek ötletei között szerepelt a környezet, elsősorban az óceánok szennyezése, valamint „gonosz” olajvállalatok felbukkanása. Az első 13 epizódot összefogó nagyobb történet a Ving Rhames által alakított McCaffery elfogásával és Atlantiszra való hurcolásával foglalkozott volna. Lehetséges történetelem lett volna az atlantisziak bioterrorizmusa a felszínen élők ellen, amiért azok akarva-akaratlan pusztítják az ő víz alatti társadalmukat. Az Aquaman-mitológiával foglalkozó történetek csak kisebb szerepet kaptak volna a későbbi epizódokban, csakúgy mint „a hét gonosztevője”-típusú történetek, melyek a Smallville első évadát nagy mértékben jellemezték. Gough és Millar egy sokkal valóságosabb változatát szerették volna elkészíteni a képregények Aquaman-mítoszának. Gough nyilatkozatában úgy vélekedett, hogy Supermannel ellentétben Arthur Curry nem igazán rendelkezik egy kemény központi maggal a történeti mögött. Többféle változata létezik, melyek közül ők a „legklasszikusabból” szerették volna kiépíteni a sorozatot.

## Forgalomba hozatala és fogadtatása
A pilot epizód jó esélyekkel indult, hogy a CW megvásárolja a sorozatot, de ez végül meghiúsult. Lou Diamond Phillips, Tom Curry alakítója még a forgatások során úgy nyilatkozott, hogy meglepve tapasztalta, mekkora az érdeklődés és a felhajtás a sorozat körül a rajongók részéről, ami egy pilot esetében igencsak szokatlan. Ebben az időben a hírek két WB-sorozattervezetről szóltak, melyeket az újonnan megalakult CW a műsorára tűzött volna. A két sorozat közül pedig az Aquaman tűnt az esélyesebbnek. 2006. május 18-án, mikor a CW közzétette új őszi műsorainak listáját, az Aquaman már nem szerepelt köztük. Dawn Ostroff, a CW szórakoztatási elnöke azonban ekkor még úgy nyilatkozott, hogy  a televíziós évad közepén a sorozat még mindig esélyes a műsorba kerülésre, mely azonban végül nem történt meg. Gough nyilatkozta szerint ha a WB nem olvad össze a UPN hálózattal, a sorozat bizonyosan műsorba került volna.
A sorozat meghiúsulását követően Gough és Miller továbbra is lelkesen támogatták a pilotot, és szerették volna azt valamilyen formában eljuttatni a rajongókhoz. „Ha egy hálózat nem vesz meg egy műsort, az azt feltételezi, hogy az egyébként is bűzlik. Ebben az esetben nem erről volt szó. Persze ez sem egy tökéletes pilot, ha minden elképzelhetőt figyelembe veszünk. Van valami más oka – amely még számunkra is rejtély – hogy a CW végül miért nem vette meg a sorozatot.” – mondta Gough egy interjú során. Az ötletek között felmerült a pilot extra anyagként való hozzácsatolása a Smallville hatodik évadának DVD-kiadásához is.
A pilot epizód végül 2006. július 24-én, Aquaman címen az egyik első műsorszám lett, melyet a Warner Brothers az iTunes Store rendszerén keresztül tett megvásárolhatóvá az Egyesült Államokon belül 1,99 dolláros áron. Az Aquaman a digitális boltban egyetlen hét leforgása alatt a legtöbbet letöltött televíziós műsorok listáján az első helyre került. Vezető helyét több mint egy hétig sikerült megőriznie. Gough nyilatkozata szerint őt örömmel töltötte el, hogy a pilotnak legalább ebben a formában sikerült eljutnia a rajongókhoz és hogy a visszajelzések legtöbbje igen pozitív. Az Aquaman emellett az első olyan műsor volt az iTunes kínálatában, mely korábban nem került tévéadásba. A pilot 2007. március 12-e hetén az Xbox Live Video Marketplace-en is elérhetővé vált. 2007. március 24-én az Aquaman a Video Marketplace letöltési listáján a hatodik helyén végzett. 2007. június 4-én az AOL Video térítésmentesen tette elérhetővé az epizódot. A kanadai YTV 2007. június 9-én műsorra tűzte az Aquaman-t a csatorna „Superhero Saturday” (’Szuperhős Szombat’) programblokkja keretében. A Warner Home Video és a Best Buy közösen 2007. november 11-én jelentette meg az Aquaman DVD-kiadását egy reklámakció keretein belül a Smallville évadjait összegyűjtő csomagja mellé.
A pilot kritikai megítélése általában pozitív volt, az epizód hangulatát a Smallville-éhez hasonlították. Többek szerint a sorozat méltó lett volna arra, hogy a CW műsorra tűzze. A színészek játékát szintén dicsérettel illették, különösképpen Justin Hartleyt Arthur Curry szerepében való alakításáért. A felvételeket és a vízalatti különleges hatásokat szintén „fantasztikusnak” nevezték. Voltak ismertetők, melyek már ennél jóval szigorúbban ítélték meg az epizódot, de ugyanakkor ezek is elismerték, hogy lett volna lehetőség a műsorban. Az ismertetők megítélése szerint a pilot hűséges maradt a képregényhez, ugyanakkor frissebbé is varázsolta azt a modern közönség számára. Az IGN az Aquaman ismertetőjében úgy vélekedett, hogy ha a CW megveszi a sorozatot, az ugyanolyan „bóvli kultuszsorozat” lehetett volna, mint a Shazam! vagy a The Secrets of Isis, bár nem volt annyira rossz, mint a Nick Fury, vagy a Justice League of America 1997-es pilot epizódja. Az Aquaman párbeszédeit „rosszként”, a színészek játékát pedig „laposként” jellemezte.